# Nederwetten en Eckart
Nederwetten en Eckart est une ancienne commune néerlandaise de la province du Brabant-Septentrional.

## Historique
La commune était composée du village de Nederwetten et de la seigneurie d'Eckart. Elle était située au nord-est de la ville d'Eindhoven. Le 1er janvier 1821, la commune a été supprimée :
- Nederwetten fusionne avec Nuenen en Gerwen pour former la nouvelle commune de Nuenen, Gerwen en Nederwetten,
- Eckart est rattaché à la commune de Woensel. Jusqu'en 1896, cette commune est souvent appelée Woensel en Eckart.